# Ise (provincia)

Mappa delle province giapponesi con la provincia di Ise evidenziata

Ise o Seishu (giapponese: 伊勢国; -no kuni ) è una vecchia provincia del Giappone che includeva la maggior parte dell'attuale prefettura di Mie. Confinava con le province di Iga, Kii, Mino, Ōmi, Owari, Shima e Yamato.
L'antica capitale provinciale era Suzuka. La moderna Tsu è la più grande città castello, sebbene nel Periodo Sengoku ci fossero altri castelli come a Kuwana e Matsusaka.